# Аверьянов, Николай Яковлевич
Никола́й Я́ковлевич Аверья́нов (18 ноября 1894, Ямская слобода, Курская губерния — 11 октября 1974, Москва) — советский военный деятель, генерал-майор (1943).

## Биография
Николай Яковлевич Аверьянов родился 18 ноября 1894 года в Ямской слободе Курска.

### Первая мировая и гражданская войны
В августе 1913 года Аверьянов был призван в ряды Русской императорской армии.
В 1914 году закончил Алексеевское военное училище.
С 1914 года принимал участие в Первую мировую войну, в чине капитана воевал на Юго-Западном фронте, командуя взводом и батальоном.
В рядах РККА служил с апреля 1918 года.
Принимал участие в ходе Гражданскую войну с апреля 1918 года. Командовал ротой, затем батальоном 1-го Курского Советского революционного полка, а с сентября — батальоном и полком 24-й стрелковой дивизии. Принимал участие в освобождении Сызрани, Ставрополя, Бугуруслана, Бузулука, Оренбурга и Орска, а также в Бугурусланской, Белебейской и Уфимской операциях. В сентябре 1920 года был назначен на должность командира 1-й Туркестанской стрелковой бригады, находясь на которой, воевал на Туркестанском фронте в районе Бухары.

### Межвоенное время
В феврале 1921 года был назначен на должность инструктора для поручений Управления инспектирования Туркестанского фронта. С сентября того же года учился на военном факультете Ташкентского государственного университета, который окончил в 1922 году и в октябре этого же года был направлен на учёбу в Военную академию имени М. В. Фрунзе, которую закончил в 1925 году.
В августе 1925 года был назначен на должность начальника штаба 1-й Туркестанской стрелковой дивизии, а в ноябре 1926 года — на должность командира 2-го Туркестанского стрелкового полка (Среднеазиатский военный округ). С декабря того же года служил в штабе округа, где исполнял должность помощника начальника сначала 1-го отдела штаба, затем финансово-планового и организационно-мобилизационного отделов Управления начальника снабжения Среднеазиатского военного округа. В декабре 1930 года был назначен на должность начальника 2-го сектора и 4-го отделения 5-го отдела штаба округа. В том же году был направлен на преподавательскую работу в Военную академию имени М. В. Фрунзе, где работал на должности ассистента кафедры общей тактики, а с апреля 1941 года — на должности старшего преподавателя этой кафедры.

### Великая Отечественная война
С началом войны Николай Яковлевич Аверьянов находился на прежней должность. В феврале 1942 года был назначен на должность начальника курса академии, а в июле — вновь на должность старшего преподавателя кафедры общей тактики.
В ноябре 1943 года был направлен в распоряжение Военного совета Белорусского фронта, в декабре 1943 года был назначен на должность заместителя командира 69-й стрелковой дивизии 65-й армии этого фронта, а в марте 1944 года — на должность заместителя командира 95-го стрелкового корпуса, участвовавшего в Белорусской операции. С 21 по 30 июня и с 22 по 25 июля 1944 года временно исполнял должность командира корпуса, участвовавшего в Львовско-Сандомирской операции. Форсировав Южный Буг, корпус вышел к Карпатам и с мая 1944 года воевал в горных условиях. В ходе освобождения Ужгорода Аверьянов находился на передовой и на месте руководил боем. За эти бои был награждён орденом Красного Знамени и Суворова 2 степени. С сентября 1944 года корпус принимал участие в освобождении Венгрии, Польши и Чехословакии.

### Послевоенная карьера
С августа 1945 года генерал-майор Аверьянов исполнял должность командира 213-й стрелковой дивизии. В июле 1946 года был назначен на должность начальника 7-го отдела Управления боевой подготовки стрелковых войск.
С мая 1947 года состоял в распоряжении Управления кадров СВ, в мае 1948 года назначен на должность старшего преподавателя и тактического руководителя учебной группы военно-исторического факультета Военной академии имени М. В. Фрунзе.
Генерал-майор Николай Яковлевич Аверьянов вышел в отставку в августе 1949 года. Умер 11 октября 1974 года в Москве. Похоронен на Востряковском кладбище.

## Награды
- Орден Ленина;
- Три ордена Красного Знамени;
- Орден Суворова 2 степени;
- Медали[1].